# 近藤朋香
近藤 朋香 (こんどう ともか、1981年10月17日 - ) は、兵庫県出身の元女子サッカー選手である。ポジションはディフェンダーおよびミッドフィールダー。

## 経歴
小学生時代は神陵台サッカークラブでプレーし、中学校1年時に関西女子サッカーリーグ所属のメニーナ神戸サッカークラブに入団。在籍中、リーグ戦の他関西女子サッカー選手権大会や兵庫県女子サッカー選手権、関西女子ジュニアユースサッカー選手権 (関西地区で毎年秋に開催されているU-15世代の女子サッカー大会) に出場した。中学校卒業時に退団して啓明女学院高等学校に入学してサッカー部に入部。在籍中3年連続で全日本高等学校女子サッカー選手権大会出場を経験し、1997年度には優勝を経験した。
卒業後の2000年に吉備国際大学に進学し、その年に創立された女子サッカー部に入部。同級生に杉本あすかがいる。翌2001年から3年連続で皇后杯全日本女子サッカー選手権大会に出場した他、主将をつとめた2003年度に中国女子サッカーリーグで優勝を経験した。同年には中国女子サッカー選手権大会でも優勝し、同大学の全日本女子サッカー選手権大会初出場に貢献した。
大学卒業後宝塚バニーズレディースサッカークラブに入団。大学時代まではミッドフィールダー (特にボランチ) として出場する事が多かったが、宝塚入団後はディフェンダー (右サイドバック) として出場する事も多くなった。クラブが京都府に移転してバニーズ京都サッカークラブ (後SC) となった後は更に、センターバックの位置でもプレーする機会を得た。

## 成績

### 選出歴等
- 国民体育大会 京都府選抜 (2006年-)